# Ashwicken
Ashwicken eller Ashwyken är en ort i civil parish Leziate, i distriktet King's Lynn and West Norfolk i grevskapet Norfolk i England. Orten är belägen 8 km från King's Lynn. Ashwicken var en civil parish fram till 1935 när blev den en del av Leziate. Civil parish hade 117 invånare år 1931. Byn nämndes i Domedagsboken (Domesday Book) år 1086, och kallades då Wica/Wiche.